# Centre d'études mexicaines et centraméricaines
Le Centre d’études mexicaines et centraméricaines (CEMCA), Centro de Estudios Mexicanos y Centroamericanos en castillan, est un centre de recherche scientifique français en sciences humaines et sociales dépendant du ministère de l'Europe et des Affaires étrangères et du CNRS. Il est situé à Mexico et possède une antenne à Guatemala (CEMCA-AC). Le centre est dirigé depuis septembre 2018 par le géographe Bernard Tallet (précédé par l'anthropologue Françoise Lestage 2014-17).

## Présentation générale
Le CEMCA, héritier de la Mission archéologique et ethnologique française au Mexique, est rattaché au ministère des Affaires étrangères et du Développement international et du CNRS. Il dépend du réseau des Instituts français de recherche à l’étranger (IFRE).
Le centre possède un réseau de coopération très vaste. Sur le secteur Amérique latine il travaille de concert avec l'Institut français d'études andines (IFEA) puisque les institutions forment à elles deux une Unité de recherche CNRS, l'USR3337, Amérique latine, et collabore avec des institutions françaises (CNRS, IRD, EHESS, IHEAL, musée du quai Branly, universités...), mexicaines (UNAM, INAH, CIESAS, CIDE, Colegio de México, Colmich, universités...) et centraméricaines (USAC, FLACSO...). Il participe enfin en tant que membre fondateur à l’Institut des Amériques (IdA).
Le CEMCA est l'un des organismes essentiels de la coopération française au Mexique et en Amérique centrale, il accueille des chercheurs, des étudiants (doctorants pour la plupart) et des stagiaires.

### CEMCA-AC
Le CEMCA-Amérique centrale est l'antenne basée au Guatemala. Il est actuellement dirigé par la linguiste Claudine Chamoreau.

## Histoire
L’implantation française conduisant à la création du CEMCA se fait d’abord à travers la recherche archéologique et ethnologique. Les antécédents de la présence scientifique française commencent à partir du XIXe siècle et sont illustrés notamment par les travaux de Charles Étienne Brasseur de Bourbourg tandis que la Société des Américanistes est créée en 1895. Dans les années 1930, l'ethnologue américaniste Paul Rivet envoie Jacques Soustelle étudier les Otomis et les Lacandons puis Guy Stresser-Péan chez les Huastèques.
C'est ce dernier qui crée l’ancêtre du CEMCA, la Mission Archéologique et Ethnologique Française (MAEF) en 1961, création résultant d’un accord entre gouvernements français et mexicain. C'est Pierre Usselmann qui relance les activités de la Mission après un contentieux avec l'INAH (Instituto Nacional de Antropología e Historia, Mexico) par des missions de fouilles des archéologues François Rodriguez, Éric Taladoire et la participation à de nombreux projets archéologiques (sur le Templo Mayor de Tenochtitlán notamment), botanique ou volcanologique de chercheurs français en lien avec la mission.
De nouveaux locaux, l'édition du Bulletin de la MAEF, la projection de films scientifiques financés par le CNRS ainsi que le programme interdisciplinaire San Luis Potosí (dans le cadre du programme du CNRS "Homme et milieu naturel au Mexique et Amérique centrale, étude diachronique") et l'extension des travaux archéologiques vers le Guatemala avec Alain Ichon marquent un tournant pour l'institution. Ce tournant est officialisé en 1982 par le changement de nom de la MAEF qui se transforme en Centre d’études mexicaines et centraméricaines, élargissant ainsi son horizon aux sciences humaines et sociales. Le CEMCA devient dès lors l’unique structure permettant l’organisation de projets archéologiques français en Mésoamérique. Cinq ans plus tard une extension du centre s'établit au Guatemala pour étendre le domaine de recherche à l’Amérique centrale.
Ses capacités et ses domaines de recherches vont s'étendre progressivement, la structure comptait en 1982 seulement 4 chercheurs et s'occupait essentiellement d'archéologie et d'ethnologie. Au fil des années le réseau s'élargit malgré des moyens forts limités, des liens sont établis avec l'UNAM et des chaires universitaires sont créées entre le CEMCA et diverses institutions mexicaines dans les années 1990 : chaire d'histoire Marcel Bataillon (UNAM), chaire de géographie Élisée Reclus (Mora, CIESAS), chaire pluridisciplinaire Émile Durkheim (université Guadalajara), chaire Raymond Aron (ITAM). Des chercheurs associés se comptent alors par dizaines avec un accent particulier sur l'archéologie et l'anthropologie mais aussi l'histoire, la géographie, la sociologie ou la politologie.

### Liste des directeurs
- Guy Stresser-Péan, ethnologue et archéologue (1961-1979)
- Pierre Usselmann, géomorphologue (1979-1982)
- Claude Bataillon, géographe (1982-1984)
- Dominique Michelet, archéologue (1984-1987)
- Jean Meyer, historien (1987-1993)
- Thomas Calvo, historien (1993-1997)
- Martine Dauzier, anthropologue (1997-2001)
- Jérôme Monnet, géographe (2002-2005)
- Odile Hoffmann, géographe (2006-2009)
- Delphine Mercier, sociologue (2009-2014)
- Françoise Lestage, anthropologue (2014-2017)
- Bernard Tallet, géographe (2017-2021)
- Maya Collombon, politologue (2021-)

## Travaux
Les travaux effectués par le CEMCA couvrent la majorité des disciplines des Sciences Humaines : histoire, archéologie, anthropologie, sociologie, politologie... Des sites archéologiques comme ceux de Campeche, La Joyanca, La Rejoya restent marqués par les activités françaises.
L'ex-directrice Martine Dauzier résume ainsi le panorama des tâches à la fin des années 1990 : « C'est bien un réseau dans l'espace et dans le temps que construit la réussite du CEMCA depuis des années. La recherche française s'étend de l'Occident du Mexique au pays maya, de la ville encore en lambeaux de Managua à l'État du Guerrero. Kaléidoscope : terrains d'études des archéologues, ethnologues ou politologues et autres, du Guanajuato au Chiapas ou dans les profondeurs du Petén guatémaltèque autour de la Joyanca fréquentées par les archéologues, les réfugiés et les singes hurleurs. Il faut aller voir les progrès de Balamk avec ou sans ambassadeur, de Pénjamo ou les archives coloniale du Jalisco en cours de numérisation. Que privilégier ? »
Actuellement, le CEMCA organise des séminaires, congrès, colloques et tables-rondes rassemblant de nombreux scientifiques de divers horizons. Au centre de Mexico, cinq thèmes de recherches sont en cours : études urbaines, ruralité contemporaine au Mexique, archéologie (au Guatemala et dans le centre-ouest du Mexique essentiellement), histoire et dynamiques politiques contemporaines au Mexique et Amérique centrale. Les recherches vont des domaines traditionnels en sciences sociale et archéologie cités plus haut jusqu'à mobiliser des linguistes, agronomes ou urbanistes. Douze chercheurs travaillent sur des projets de recherches tandis que le CEMCA compte de surcroît plus d'une trentaine de chercheurs-associés essentiellement anthropologues et archéologues.
Avec une vingtaine de chercheurs, le CEMCA-Amérique centrale est centré quant à lui  sur des projets en archéologie mais également sur diverses recherches de géographie, histoire, anthropologie et surtout sociologie politique dont le plus important est le projet de l'Agence Nationale de Recherche (ANR) AFRODESC - Afro-descendants et esclavitudes : Domination, Identification et Héritages dans les Amérique (XVe – XXIe siècles).
Les chercheurs sont majoritairement français mais également latino-américains.

### Recherches en cours
Études Urbaines
- Les territoires du quotidien. Mobilité et urbanité dans les lotissements géants de la lointaine périphérie de Mexico.

La ruralité contemporaine au Mexique
- Ethnographie de la municipalité de Chenalhó : rébellions, conflits et transitions démocratiques en territoire indigène ;
- Dynamiques et contacts dans les langues parlées en Amérique ;
- La céréaliculture de contrat dans les terres basses du Sud-Veracruz.

Archéologie
- CEMCA-AC : projet Cancuen, identité culturelle et céramique. Petén Sud (Guatemala) ;
- CEMCA-AC : projet Qumarja’j, dynamiques d'occupation, pouvoirs et espace dans le Post-Classique (Guatemala).
- Projet Naachtún (Guatemala)
- Projet Tres Mezquites (Mexique)
- Projet Uacúsecha(Mexique)
- Projet Chupícuaro (Mexique)

Histoire
Dynamiques politiques contemporaines au Mexique et en Amérique centrale
- CEMCA-AC : Politiques publiques multiculturelles, inclusion, exclusion et pauvreté en Amérique centrale. Le cas des populations noires.

## Publications
Le CEMCA a le mérite de publier majoritairement en espagnol, illustration d'une large ouverture sur son espace géographique de recherche et de sa volonté d'entretenir des réseaux locaux et de s'adresser à un public plus large.
Les publications concernent les résultats de recherches comme celles de Guy Stresser-Péan ou Alain Breton qui donnent à connaître des ouvrages majeurs de littérature pré-hispanique : le Codex de Xicotepec, document pictographique mexicain et le texte maya du XVe siècle Rabinal Achi.
De plus, le CEMCA publie une revue semestrielle, Trace, qui comprend des contributions internationales en français et espagnol. Cette revue est consultable en ligne.

## Bibliothèques
Le CEMCA comporte deux bibliothèques. La première, fut créée à Mexico à la fin des années 1970 et comporte, sur un espace de 189 m2, 17 900 monographies, 200 titres de périodiques, des CD-ROM, DVD, microfiches, cartes, etc. 70 % des ouvrages sont en espagnol, 20 % en français et 10 % dans d'autres langues (essentiellement l'anglais). Depuis 2012 le CEMCA fait partie d'un consortium d'éditeurs internationaux (OpenEdition Books). OpenEdition Books est une plateforme de livres en sciences humaines et sociales. Plus de la moitié d'entre eux est en libre accès. Des services complémentaires sont proposés via les bibliothèques et institutions abonnées.)
Le centre de documentation du CEMCA-AC, situé dans l'Alliance française de Ciudad de Guatemala, comporte environ 4 000 titres centrés sur l'Amérique centrale.
Ces deux bibliothèques sont ouvertes aux étudiants et chercheurs et disposent de catalogues en ligne.